# مصدر (سيدي أحمد الشريف)
مصدر هي إحدى مشيخات المملكة المغربية، تتبع جغرافيا لإقليم وزان وإداريًا لسيدي أحمد الشريف. يقدر عدد سكانها بـ 3785 نسمة حسب الإحصاء الرسمي للسكان والسكنى لسنة 2004.